# ヴィハル・ユディット
ヴィハル・ユディット（Vihar Judit、1944年8月28日 - ）は、ハンガリー・ブダペスト出身の文学史研究、文学翻訳が専門で、俳人としても活躍。大江健三郎のノーベル文学賞作品『万延元年のフットボール』や、松尾芭蕉の『奥の細道』の翻訳も手がける。
父親はヨージェフ・アッティラ賞を受賞した詩人ヴィハール・ベーラ、祖父は画匠ヴィッデル・フェリックス・ボードグWidder Félix Bódog。元夫は、生成文法学者のマールトンフィ・フェレンツ（1945—1991）。息子は言語学者のマールトンフィ・アッティラ。

## 来歴
1963年から1968年にかけ、ブダペストのエトヴェシュ・ロラーンド大学人文学部のハンガリー学科、ロシア学科, 日本学科で学ぶ。1968年からELTEラドノーティ・ミクローシュ中学の教師（～1975年）、1975年からはエトヴェシュ・ロラーンド大学の教育学部の教師となり、1988年から2003年まで同学部の学科長を務めた。1990年より、日本学基金の会長。
1996年以来、カーロリ・ガーシュパール・カルヴァン派大学において、俳句、日本文学、翻訳学を教えている。2001年よりハンガリー･日本友好協会の会長を務め、その後も3度会長に再選され現在に至っている。
2000年、ロンドンのオックスフォードで開催された世界俳句祭典に参加。2002年には世界の俳人から成る国際メンバーと共に「奥の細道」をたどり、NHKの番組として収録された。秋田で開催された世界俳句祭典では、英語による俳句カテゴリーにおいて第1位となった。2000年にはハンガリー・日本友好協会内で俳句クラブを結成した。このクラブの会員は年に4回集まり、有名な日本の俳句を読んだり書いたりする活動を行っている。2013年から「ハンガリー俳句の日」をスタートさせ、ブダペストや地方都市において毎年4月に祝賀会を行っている。これまで、日本文学の歴史、松尾芭蕉の俳選集、「桃太郎」、「やまたのおろち」など21の本が出版された。日本文学の傑作の翻訳も多数手がけており、翻訳作品の中には大江健三郎『万延元年のフットボール』や芥川龍之介の『藪の中』『地獄変』ほか、そして夏目漱石の『坊ちゃん』などがある。

## 主な受賞歴
- 2009年 旭日中綬章[2]

## 著書
- The Spirit of Haiku. In: The Japanese Traditional Thought and the Present. Prague, February 1996. pp. 163–168.
- On the Northern of the Far East. Essay. World Haiku Review Volume 3. Issue1. March 2003.On the Northern of the Far East. Essay. World Haiku Review Volume 3. Issue1. March 2003.
- “ヴィハル・ユディットさん 俳句の旅”. 日本ハンガリー友好協会会報 バラーッチャーグ 2011:  3 2017年2月12日閲覧。. （日本語）
- Haiku poetry in Hungary. Románia, Constanza, 7. Haiku Fesztivál. Ovidius Egyetem, 2012.
- Preface. 序文. Prólogo. In: Sayumi Kamakura: Seven Sunsets. 七つの夕日. Siete atardeceres. Haiku collection. Allahabad, India, Cyberwitnet, 2013. pp. 4-14.